# Stringi
Stringi (z ang. string – sznurek) – rodzaj majtek, przeważnie damskich (choć spotyka się także stringi męskie). Tylna ich część to wąski pasek materiału, niekiedy zbliżony grubością do sznurka (stąd nazwa), chowający się między pośladkami.
Stringi noszone są przede wszystkim ze względów estetycznych - aby uniknąć widocznych spod spódnicy czy spodni szwów zwykłej bielizny. Stringi są również bielizną erotyczną podkreślającą atrakcyjność ciała, pobudzają wyobraźnię oraz pomagają w opaleniu zazwyczaj trudno dostępnych miejsc.
Istnieje kilka typów tej bielizny, różniących się wykończeniem tylnej części (G-string, T-string) lub brakiem pasa łączącego elementy (C-string), a także przeznaczeniem - stringi jako bielizna noszona na co dzień oraz stringi kąpielówki.

## Rodzaje stringów

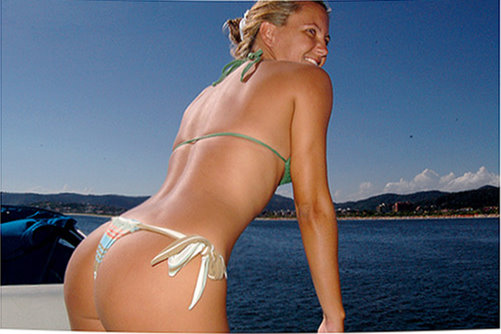
Damskie stringi typu "G" widziane od tyłu
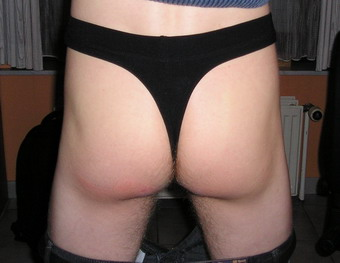
Męskie stringi typu "G" widziane od tyłu
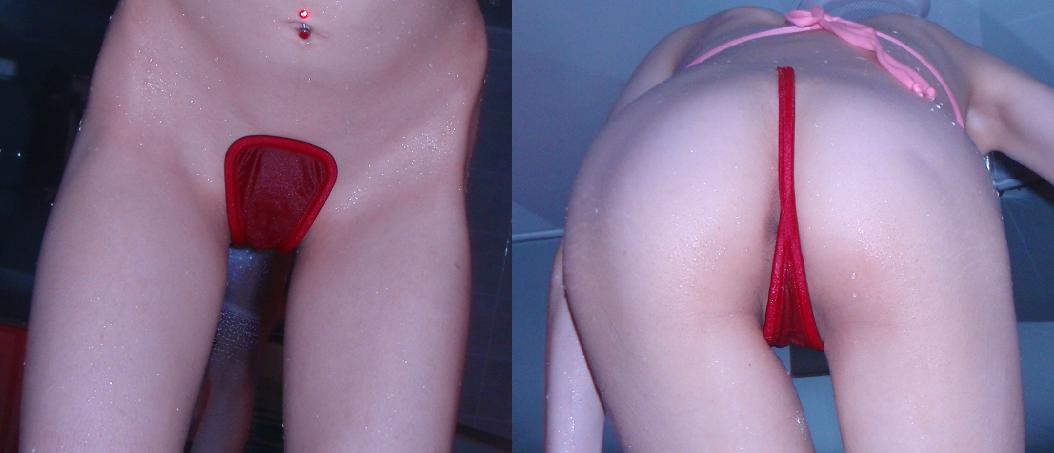
Damskie stringi typu "C" widziane od przodu i od tyłu